# Arijadna Oliver
Arijadna Oliver je izmišljeni lik iz romana Agate Kristi.
Gospođa Oliver je spisateljica kriminalističkih romana i prijetaljica Herkula Poaroa. Ona često pomaže Poarou svojim znanjem kriminalnog uma. Govori da se služi„ ženskom intuicijom”. Jako voli jabuke, što je bila glavna činjenica u romanu Dogodilo se na dan Svih svetih.
U njenim romanima glavni lik je finski vegetarijanac Sven Hjerson. U mnogo nastupa njena osećanja prema Hjersonu slični su Agatinim oseećanjima prema Poarou.
Arijadna Oliver je pojavljuje u delima:
- Parker Pajn istražuje (engl. Parker Pyne investigates), 1934.
- Karte na stolu (engl. Cards on the Table), 1936.
- Gospođa Makginti je mrtva (engl. Mrs McGinty's Dead), 1952.
- Vašar zločina (engl. Dead Man's Folly), 1956.
- Kod belog konja (engl. The Pale Horse), 1961.
- Treća devojka (engl. Third Girl), 1966.
- Dogodilo se na dan Svih svetih (engl. Hallowe'en Party), 1969.
- Slonovi pamte (engl. Elephants Can Remember), 1972.

Njene knjige i likovi bili su tema likova u knjizi Tajanstveni satovi (Časovnici, engl. The Clocks), 1963.
U filmu Vašar zločina iz 1986 gospođu Oliver tumačila je Džin Stejplton, a u flimu Karte na stolu iz 2005. tumačila ju je Zoe Vonamejker. U tom filmu Poaroa tumači Dejvid Sačet.

## Spoljašnje veze
- Dela Agate Kristi na sajtu "Agatha Christie - Yu Fan Page" (na srpskom)